# Kangerlussuaq Lufthavn
Kangerlussuaq Lufthavn (IATA: SFJ, ICAO: BGSF) er en grønlandsk lufthavn beliggende i Kangerlussuaq (Søndre Strømfjord) med en asfaltlandingsbane på 2.815 m x 60 m. 
Den 27. november 2024 afgik den sidste regulære ruteflyvning fra Air Greenland til København med deres flagskib Airbus A330-800 fra lufthavnen. Dette markerede afslutningen på, at Kangerlussuaq Lufthavn blev omdrejningspunktet for Air Greenlands internationale netværk, som efter udvidelsen overgik til Nuuk Lufthavn. Kangerlussuaq Lufthavn forbliver en indenrigslufthavn og vil blive betjent af sæsonflyvninger til København som mellemlanding med leasede fly. Ruter fra Kangerlussuaq til Aasiaat,  
Maniitsoq og Narsarsuaq blev indstillet fra november 2024 efter overgangen, ligesom flyvninger til Nuuk, Ilulissat og Sisimiut blev reduceret.
Kangerlussuaq Lufthavn drives af Mittarfeqarfiit, Grønlands Lufthavnsvæsen. Statens Luftfartsvæsen fører tilsyn med lufthavnen. Lufthavnen blev renoveret af Inuplan.
Nær lufthavnen ligger forskningsstationen Kellyville Kangerlussuaq (også kendt som Sondrestrom Upper Atmospheric Research Facility), som drives i et samarbejde mellem Stanford Research Institute og DMI.
I forbindelse med lufthavnen ligger Hotel Kangerlussuaq, der har 70 værelser.

## Historie
Kangerlussuaq havde en helårsrute til København samt ruter til Nuuk, Sisimiut, Ilulissat, Maniitsoq og enkelte andre byer om nu er reduceret.. Derudover var der sommerflyvinger til og fra Aalborg.
I 2008 var der 133.690 afrejsende passagerer fra flyvepladsen fordelt på 4.322 starter (gennemsnitligt 30,93 passagerer pr. start). Kangerlussuaq Lufthavn havde det største antal passagerer, det største antal afgange og det højeste antal gennemsnitlige passagerer pr. afgang blandt alle grønlandske lufthavne. Kangerlussuaq havde desuden den længste bane, der benyttes til civil luftfart.